# Barnstorf-Warle
Barnstorf-Warle ist eines von drei gemeindefreien Gebieten im Landkreis Wolfenbüttel, Niedersachsen.
Es hat eine Fläche von 1,29 km² und grenzt im Uhrzeigersinn im Osten an eine Exklave der Gemeinde Dahlum, im Süden an das gemeindefreie Gebiet Voigtsdahlum und im Westen an die Gemeinde Schöppenstedt im gleichen Landkreis. Im Norden besteht eine Grenze zum gemeindefreien Gebiet Brunsleberfeld im Landkreis Helmstedt.
Das gemeindefreie Gebiet ist unbewohnt. Aus statistischen Gründen führt es jedoch den Amtlichen Gemeindeschlüssel 03 1 58 502.